# Govan (Saskatchewan)
Pour les articles homonymes, voir Govan.
Govan est une ville de la Saskatchewan au Canada.

## Géographie
La localité de Govan est située dans le sud de la province de Saskatchewan, à 111 km au nord de la ville de Regina.

## Démographie
| 2016 | 2021 |
| ---- | ---- |
| 194  | 200  |